# Elzassisch

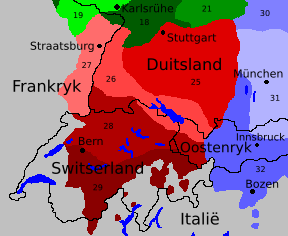
Het taalgebied van het Westelijk Opperduits.
Het gebied van het Elzassisch ligt in het oosten van Frankrijk
Zwabisch (25)
Nederalemannisch (26)
Elzassisch (27)
Hoogalemannisch (28)
Hoogstalemannisch (29)
Noord-Beiers (30)
Centraal-Beiers (31)
Zuid-Beiers (32)

Elzassisch, ook wel Elzasserduits (Elsässerditsch), is een verzameling plaatselijke varianten van de Hoogduitse taal. Het Elzassisch is een vorm van Nederalemannisch die voornamelijk wordt gesproken in de Elzas, een gebied dat in staatkundig opzicht onderdeel is van Frankrijk.
Ofschoon vaak over Elsässerditsch dan wel Elzassisch als één dialect wordt gesproken, bestaat er in werkelijkheid zo'n beetje per dorp of stad een eigen dialect, net als bijvoorbeeld het geval is met het Limburgs in Limburg. De verschillen tussen deze dialecten kunnen erg groot zijn, zodat het kan voorkomen dat sprekers van verschillende Elzassische dialecten (bijvoorbeeld uit de omgeving van het noordelijke Straatsburg en die van het zuidelijke Mulhouse (Duits: Mühlhausen) elkaar niet goed kunnen verstaan.
Het komt, voornamelijk in kleinere dorpen, nog steeds voor dat kinderen in het Elzassisch worden opgevoed, en pas op school in aanraking komen met het Frans.

## Gebruik

-- HET DUITSE TAALLANDSCHAP --
De periferie van het Duits

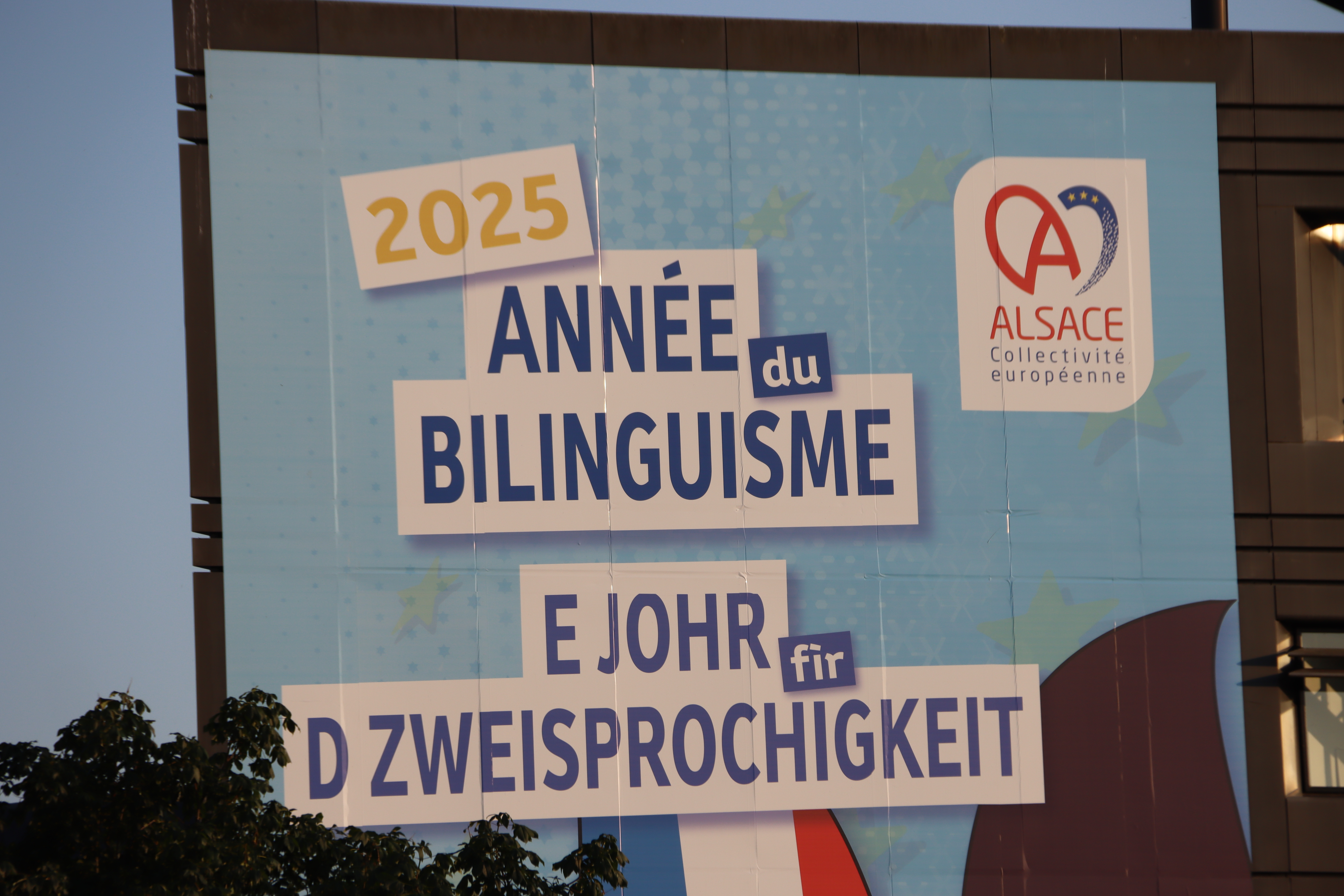
Frans en Elzassisch in Straatsburg

Volgens een studie waarover de Dernières Nouvelles d'Alsace in 2001 berichtte, beschouwt 61 procent van de inwoners van de Elzas zich als Elzassischsprekend. Daarentegen gebruikt amper een kwart van de jonge mensen in de Elzas nog af en toe hun streektaal, en nog slechts vijf procent van de beginnende basisscholieren heeft kennis van het Elzasserdialect.
Het plaatselijke dialect wordt vooral nog op het platteland in het noorden en noordwesten gebezigd, onder de boeren, of bij beroepen waarin men met het publiek in aanraking komt. Nog tegen het midden van de 20ste eeuw kon negentig procent van de bevolking Elzassisch en/of Hoogduits verstaan.

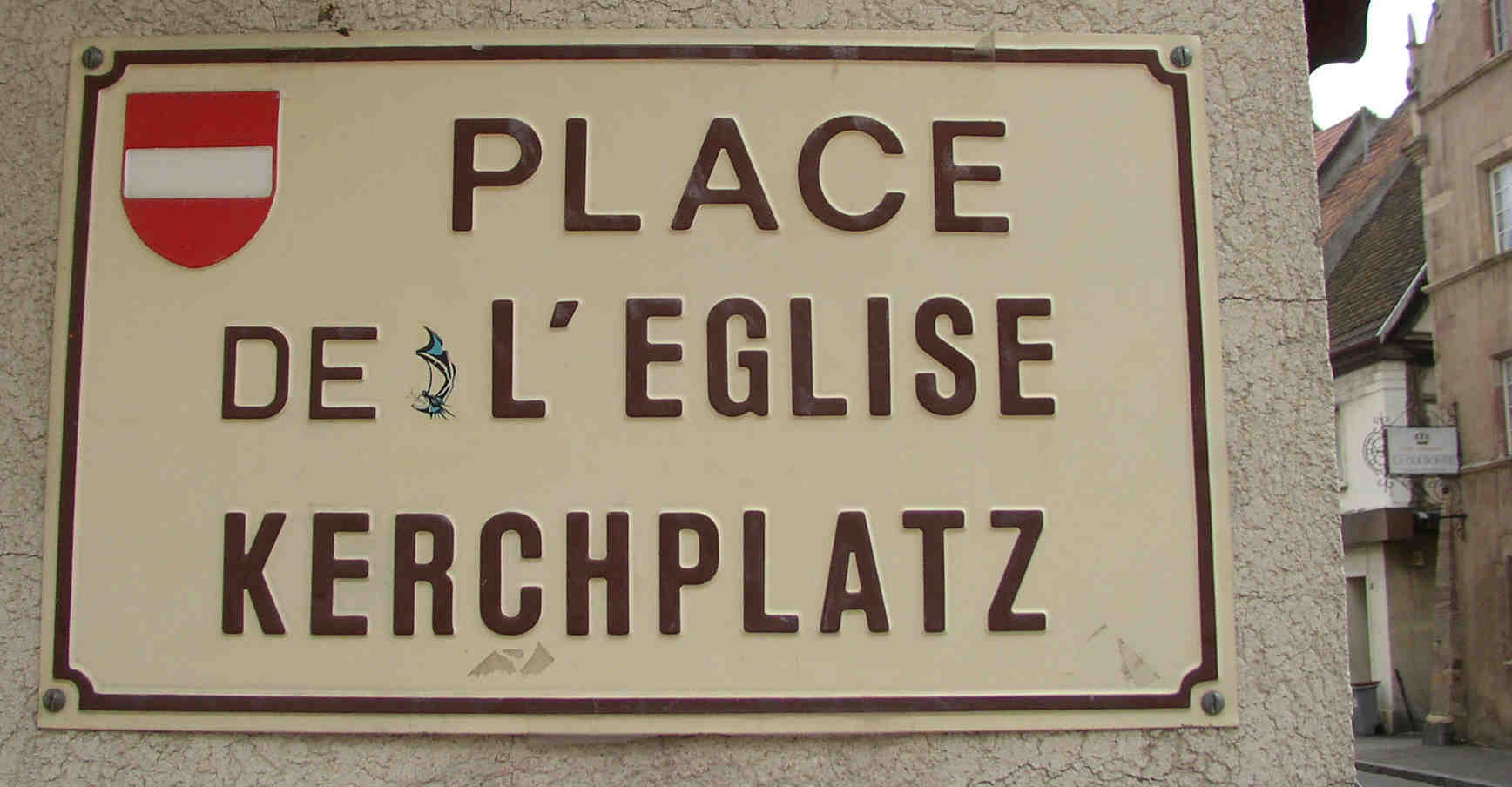
Tweetalig straatnaambord in Ensisheim

Straatnaamborden in de Elzas zijn vaak tweetalig in het Frans en het Elzassisch; soms worden ook de oude Duitse straatnamen naast de nieuwe Franse gebruikt. Tegenwoordig vindt men ook plaatsnamen in het Elzasserduits naast de ambtelijke Franse naam, zoals in het geval van Steinbourg ("Steiweri" in het Elzassisch).
Aangezien tweetaligheid door de regering van de Elzas als een economisch winstpunt beschouwd wordt, komt het tweetalig onderwijs thans steeds meer in de belangstelling.

## Auteurs

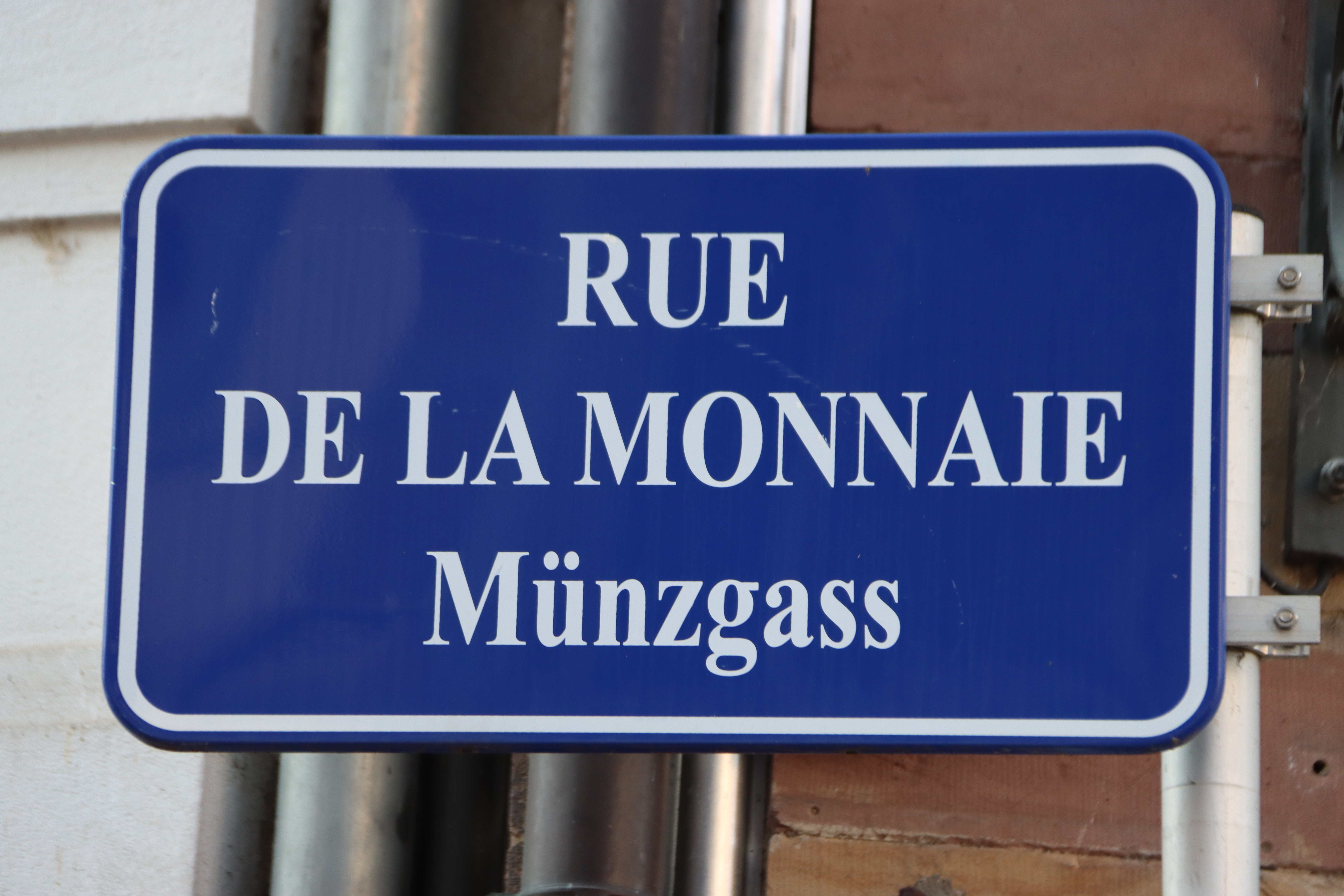
Tweetalig straatnaambord in Straatsburg

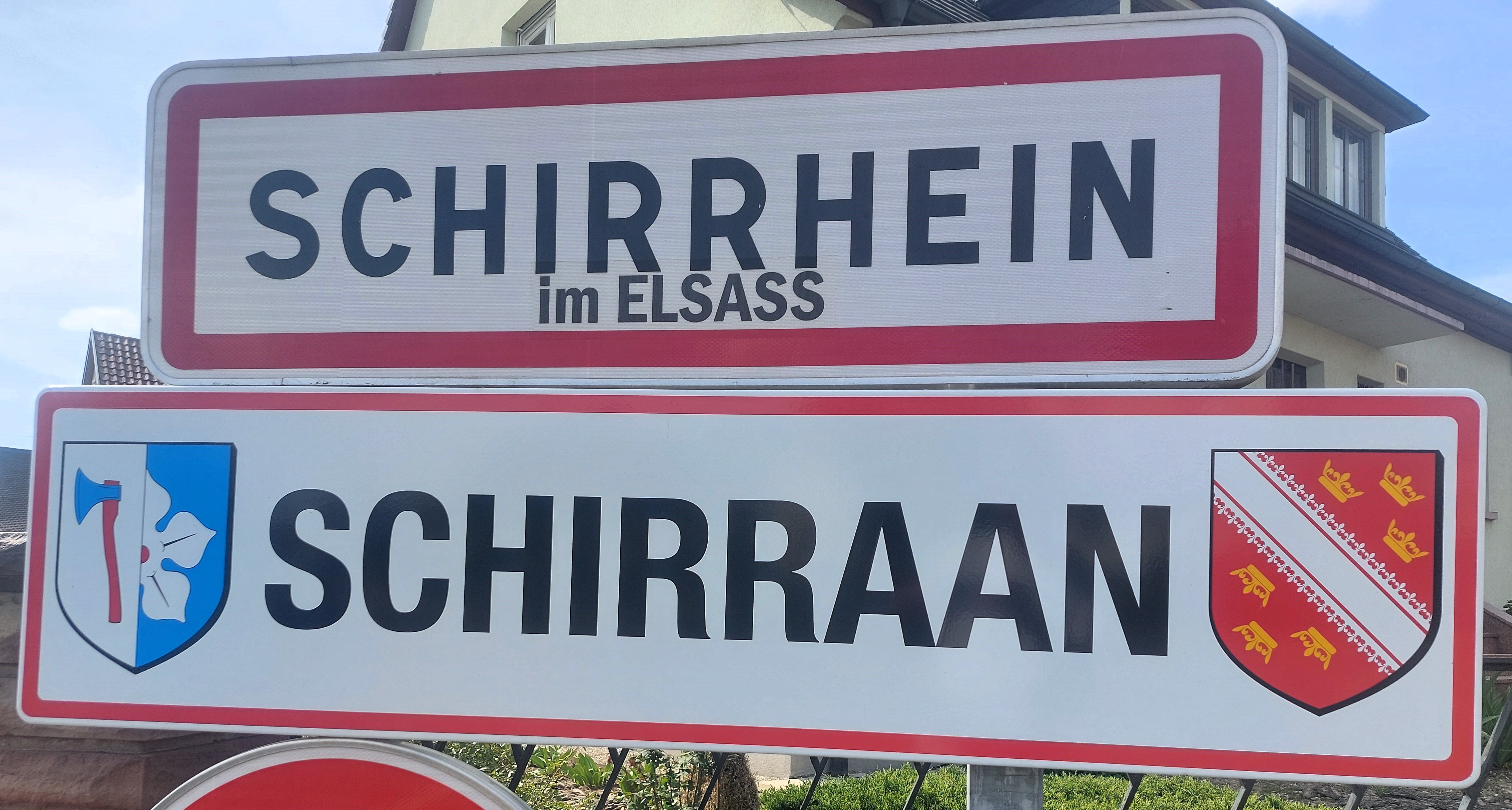
Tweetalig plaatsnaambord

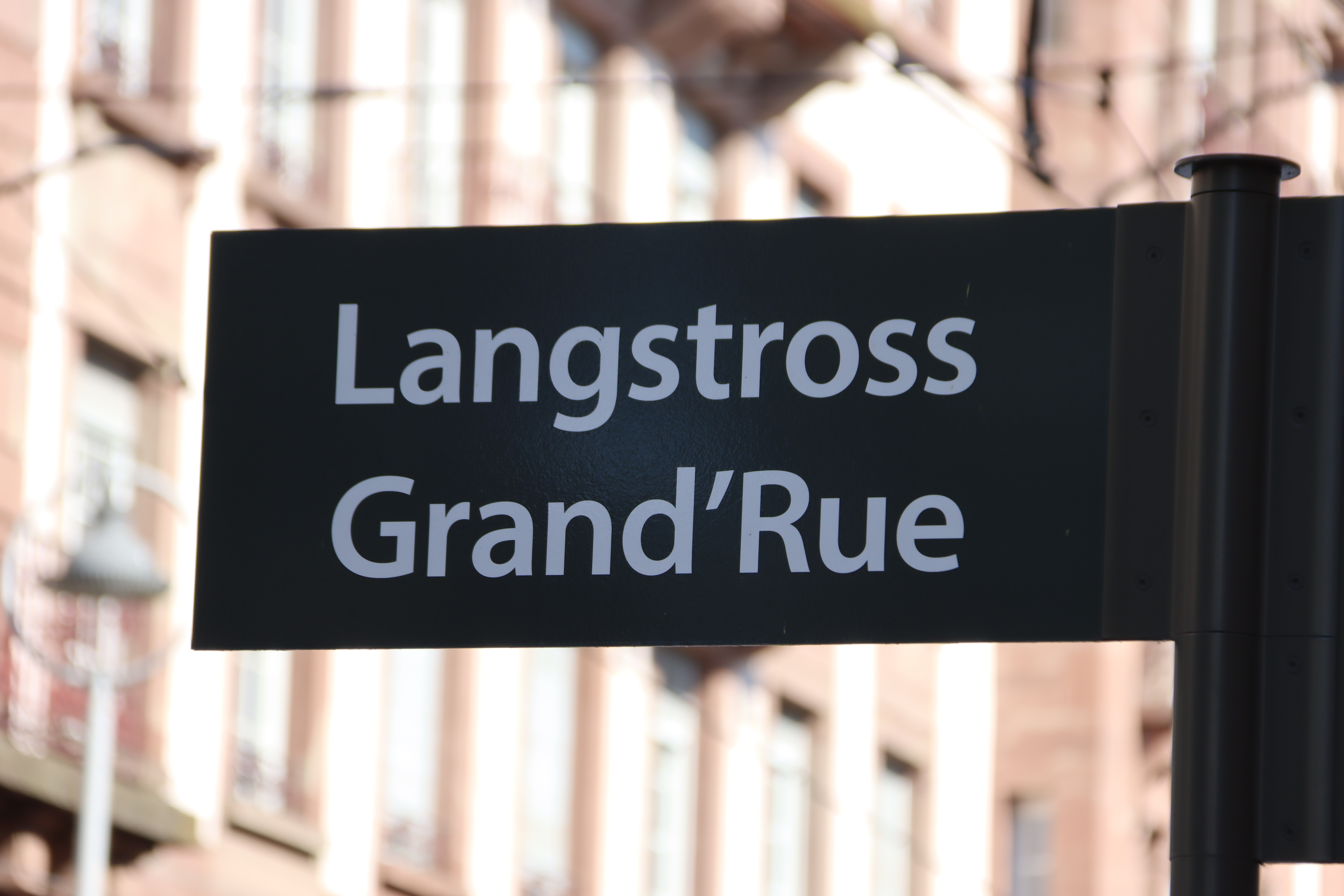
Tweetalige tramhalte in Straatsburg

De bekendste schrijvers in het Elzassisch zijn René Schickele, Jean Egen, Auguste Wackenheim en André Weckmann. Zij publiceren hun werken in het Frans, het Hoogduits en het Elzassisch. Weckmann beschrijft in zijn gedichten de tragedie van de Elzasser identiteit en het dialect.

## Enkele woorden in het Elzasserduits
| Nederlands | Elzasserduits | Hoogduits | Frans    |
| ---------- | ------------- | --------- | -------- |
| aarde      | Arda          | Erde      | terre    |
| hemel      | Hemmel        | Himmel    | ciel     |
| water      | Wàsser        | Wasser    | eau      |
| vuur       | Fihr          | Feuer     | feu      |
| man        | Mànn          | Mann      | homme    |
| vrouw      | Fràui         | Frau      | femme    |
| eten       | assa          | essen     | manger   |
| drinken    | trenka        | trinken   | boire    |
| groot      | groos         | groß      | grand(e) |
| klein      | klai          | klein     | petit(e) |
| nacht      | Nàcht         | Nacht     | nuit     |
| dag        | Tààg          | Tag       | jour     |